# 康塞普西翁德瑪利亞
康塞普西翁德瑪利亞（西班牙語：Concepción de María），是洪都拉斯的城鎮，位於該國南部，由喬盧特卡省負責管轄，面積156.80平方公里，海拔高度329米，2001年人口24,406，人口密度每平方公里155.65人。
13°13′0″N 87°0′0″W / 13.21667°N 87.00000°W